# Ahmed Al Alwani
Ahmed Al-Alwani (ur. 19 sierpnia 1981) – libijski piłkarz grający na pozycji obrońcy. Jest wychowankiem klubu Al-Madina Trypolis.

## Kariera klubowa
Od początku kariery piłkarskiej Al-Alwani jest zawodnikiem klubu Al-Madina Trypolis.

## Kariera reprezentacyjna
W reprezentacji Libii Al-Alwani zadebiutował w 2011 roku. W 2012 roku został powołany do kadry na Puchar Narodów Afryki 2012.